# 칼다리움

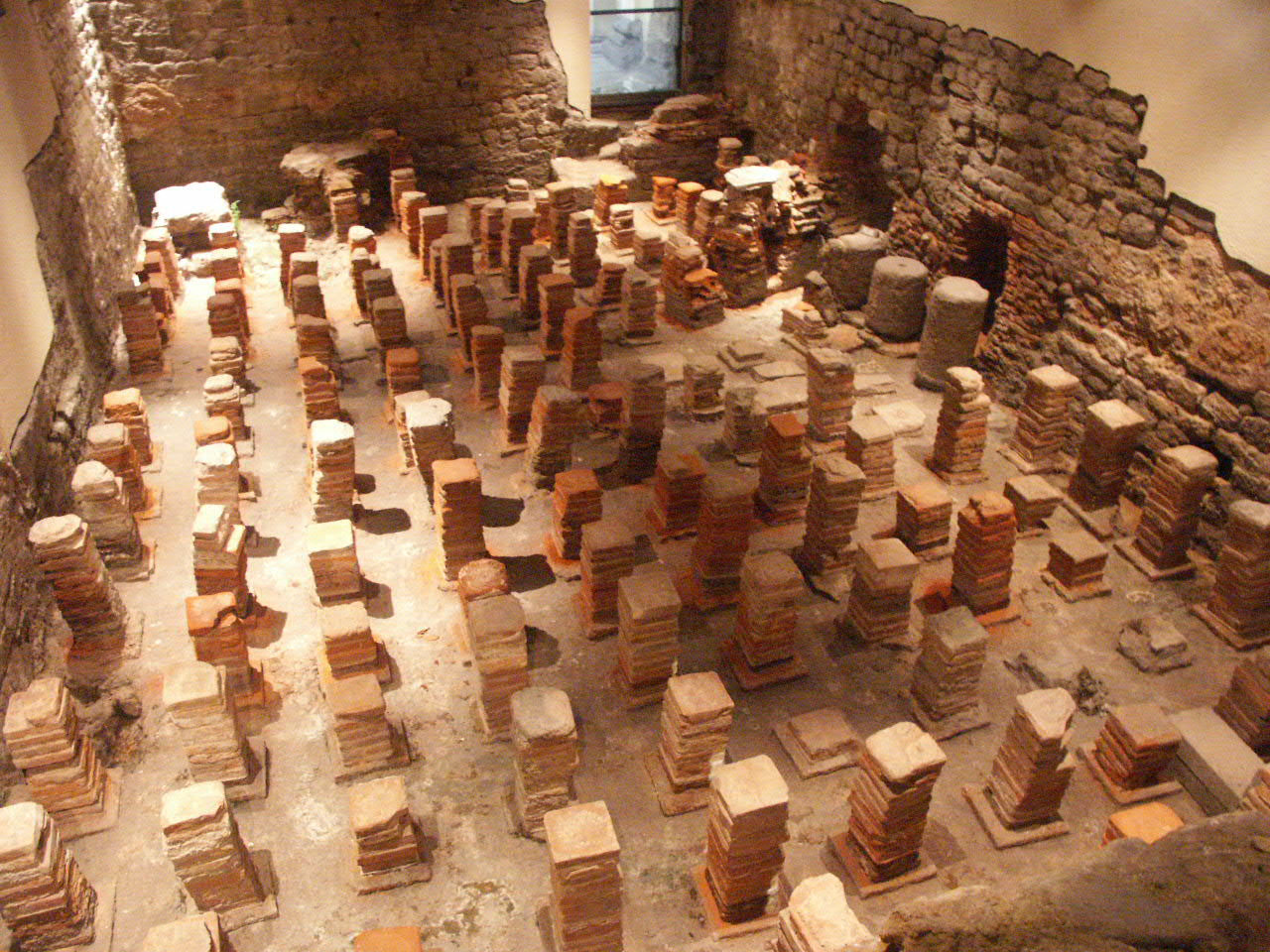
잉글랜드 바스의 칼다리움

칼다리움(calidarium, cella caldaria, cella coctilium) 또는 온탕욕실은 로마식 목욕탕 단지에서 사용되는 뜨거운 플런지 욕조가 있는 방이었다.
이곳은 노예들이 관리하는 용광로로 가열하고 뜨거운 공기가 있는 터널을 사용하는 바닥 난방 시스템인 하이포코스트(hypocaust)로 가열되는 매우 덥고 증기가 많은 방이었다. 이것은 일반적인 목욕실 순서에서 가장 더운 방이었다. 칼다리움이 끝난 후, 목욕하는 사람들은 테피다리움을 거쳐 프리기다리움으로 다시 이동했다.
칼다리움에는 뜨거운 물이 바닥에 가라앉는 욕조(alveus, piscina calida 또는 solium)가 있었고 때로는 땀을 흘리는 뜨겁고 건조한 부위인 라코니쿰(laconicum)도 있었다.
이 시설의 고객은 올리브 오일을 몸에 바르고 스트리길을 사용하여 자신을 깨끗이 했다. 이것은 때때로 노예들이 집거나 냄비에 다시 넣어 여성들이 머리를 관리할 수 있도록 바닥에 남겨 두었다.
칼다리움의 온도는 정확히 알려져 있지 않다. 그러나 로마인들은 나무 밑창이 달린 샌들을 사용했기 때문에 50~55°C(122~131°F)를 넘을 수 없었다.
목욕하는 사람은 너무 갑자기 옆방의 높은 온도로 들어갈 위험을 막기 위해 땀이 날 때까지 충분히 오래 기다렸다.